# Love Letter (Yui Ichikawa)
Pour les articles homonymes, voir Love Letter.

Love Letter est le deuxième single de Yui Ichikawa comprenant quatre pistes, Love Letter, Fu Fu Fu☆Boyfriend et la version karaoke de ces deux pistes.
1. Love Letter
2. Fu Fu Fu☆Boyfriend
3. Love Letter (Karaoke)
4. Fu Fu Fu☆Boyfriend (Karaoke)